# Carisoprodol
Carisoprodol (Handelsname: Soma (USA)) ist ein zentral wirkendes Muskelrelaxans, dessen aktiver Metabolit Meprobamat ist.

## Indikationen
Bei neurogenen Muskelspasmen (Krämpfe) und bestimmten Arthroseformen, beispielsweise bei einer paravertebralen (neben der Wirbelsäule) Muskelverspannung infolge einer Wirbelsäulen-Degeneration. Carisoprodol entspannt die Muskeln. Es lindert die Schmerzen von Verspannungen, Verstauchungen, Spasmen oder anderer muskulärer Verletzungen.
Carisoprodol ist kein Schmerzmittel. Es sollte daher nicht zur Behandlung genereller Körperschmerzen verwendet werden.

## Nebenwirkungen und Allergien
Die Einnahme von Carisoprodol kann Magenverstimmungen, Sodbrennen, Kopfschmerzen, Schwindel oder Benommenheit bewirken.
Allergische Reaktionen auf Carisoprodol sind sehr selten. Die dabei auftretenden Symptome können Ausschlag, Juckreiz, Schwellungen, Schwindelanfälle und Atembeschwerden sein.
Bei Carisoprodol ist als allergische Reaktion eine mögliche akute Urticaria (Nesselsucht) und ein fixes Arzneimittelexanthem beschrieben.
Carisoprodol wird auch über die Muttermilch ausgeschieden. Stillende Mütter sollten daher von der Einnahme von Carisoprodol-Präparaten absehen.

## Pharmakokinetik
Carisoprodol wird recht schnell vom Körper aufgenommen. Die Wirkung setzt nach ca. 30 Minuten ein und hält etwa zwei bis sechs Stunden an. Es wird über die Leber mittels Cytochrom P450 und des Isoenzyms CYP2C19 metabolisiert. Die Halbwertszeit liegt bei etwa acht Stunden. Die Ausscheidung erfolgt renal. Ein beträchtlicher Anteil von Carisoprodol wird zu Meprobamat metabolisiert. Das Beruhigungsmittel Meprobamat ist bekannt für Missbrauch und Abhängigkeit. Dies erklärt das Missbrauchspotenzial von Carisoprodol.

## Geschichte
Am 1. Juni 1959 versammelten sich an der Wayne State University in Detroit/Michigan mehrere US-amerikanische Pharmakologen, um über das neu entwickelte Medikament Carisoprodol zu diskutieren. Ursprünglich dachte man, dass Carisoprodol antiseptisch wirkt, doch dann entdeckte man die zentral muskelentspannenden Eigenschaften. Carisoprodol wurde von Frank M. Berger an den Wallace Laboratories entwickelt. Die Entwicklung basierte auf Meprobamat. Die Substitution eines Wasserstoff-Atoms durch eine Isopropyl-Gruppe an einem der beiden Carbamyl-Stickstoff-Atome erfolgte in der Absicht ein Molekül mit neuen pharmakologischen Eigenschaften zu erhalten.
Der Handelsname von Carisoprodol bei der Markteinführung 1959 war Soma. Das griechische Wort σῶμα (sṓma) bedeutet Körper. Der Name Soma ist allerdings auch der Name einer fiktiven Droge in Aldous Huxleys Roman Schöne neue Welt von 1932.